# آبشار فولمر
آبشار فولمر (به انگلیسی: Fulmer Falls) آبشاری است که در پنسیلوانیا، ایالات متحده آمریکا واقع شده و ارتفاع کلی ریزشگاه آن ۱۷ متر است.

## نگارخانه

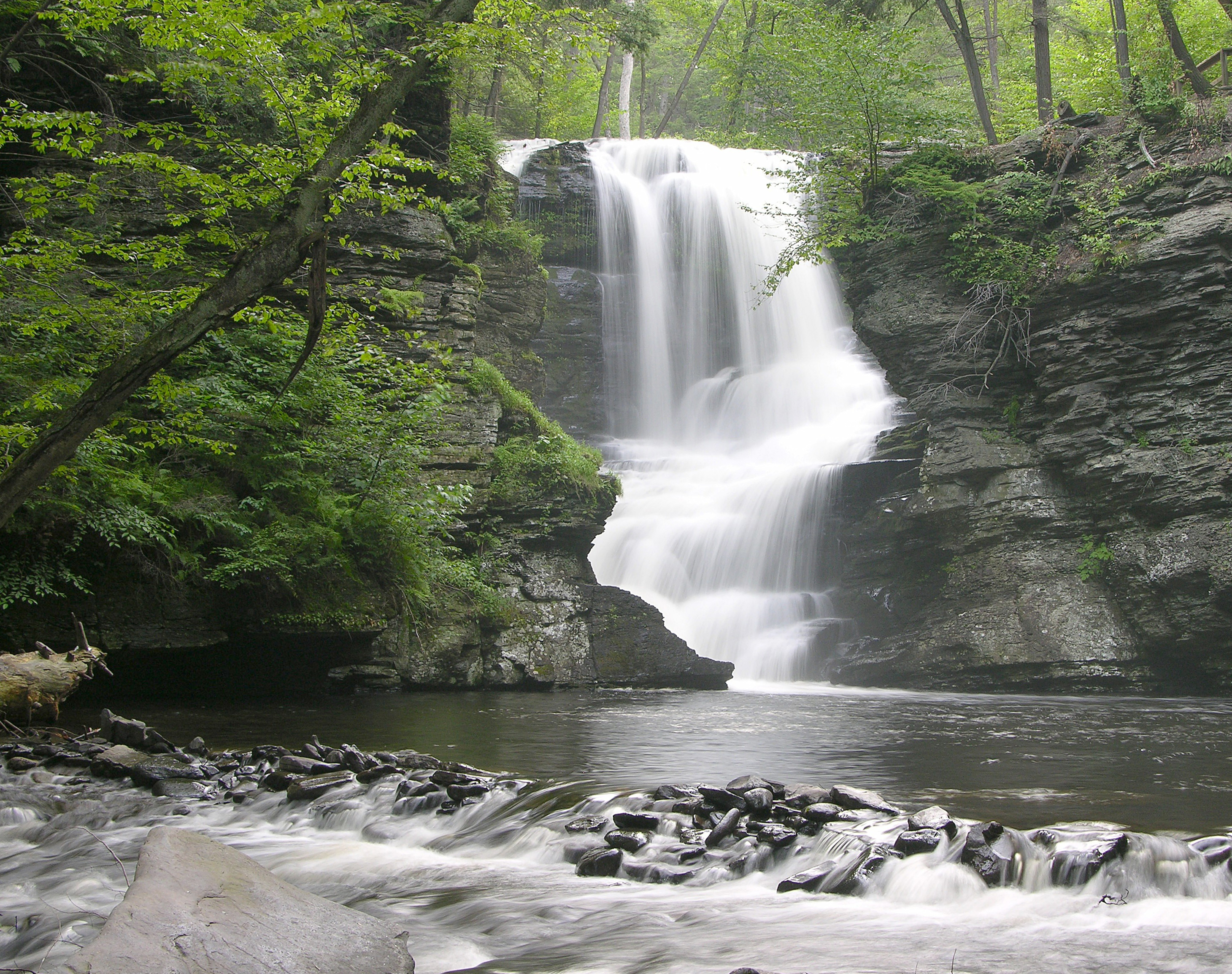
آبشار فولمر چشم‌انداز وسیع
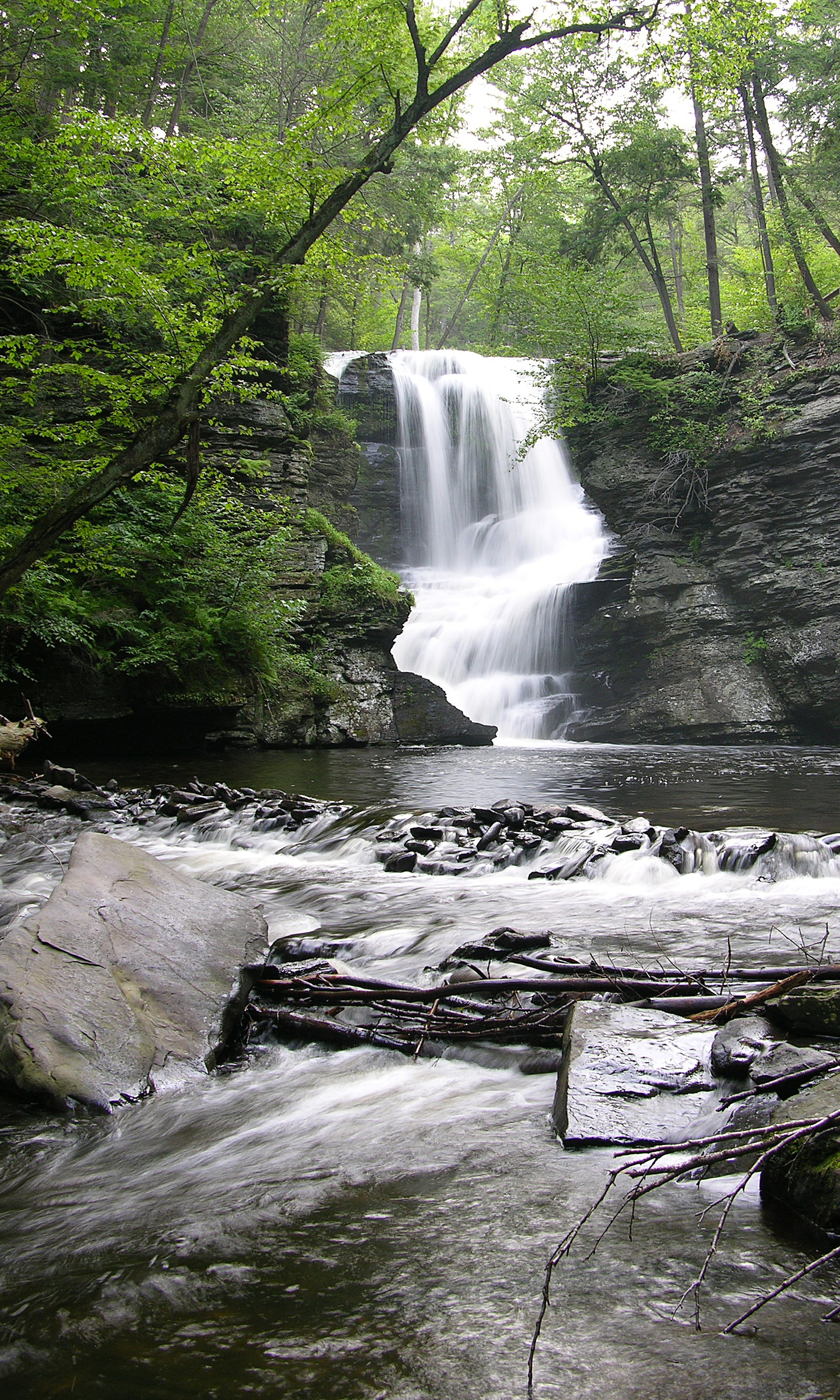
آبشار فولمر چشم‌انداز از پائین
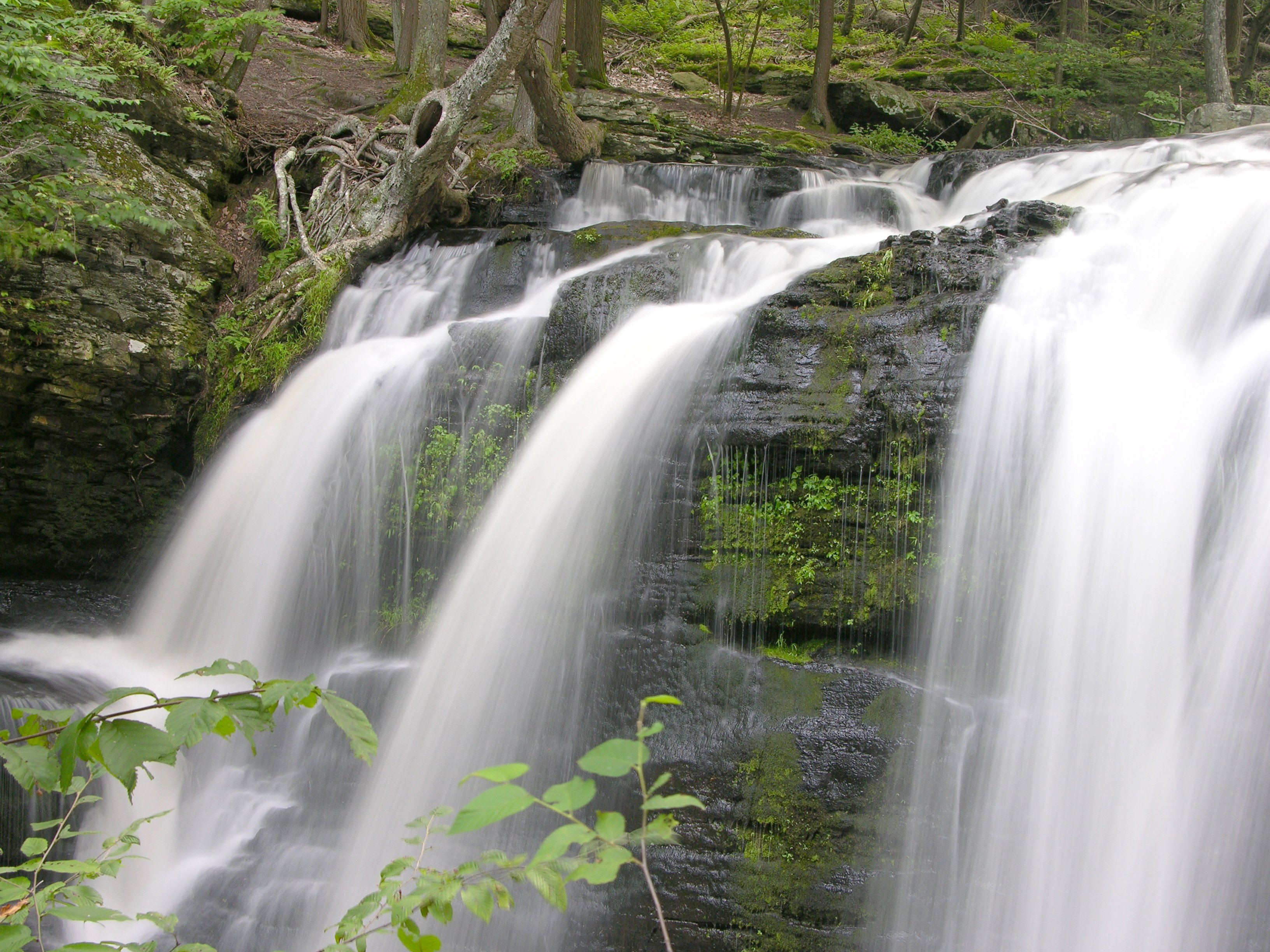
بالای آبشار فولمر ( منظر 1 )
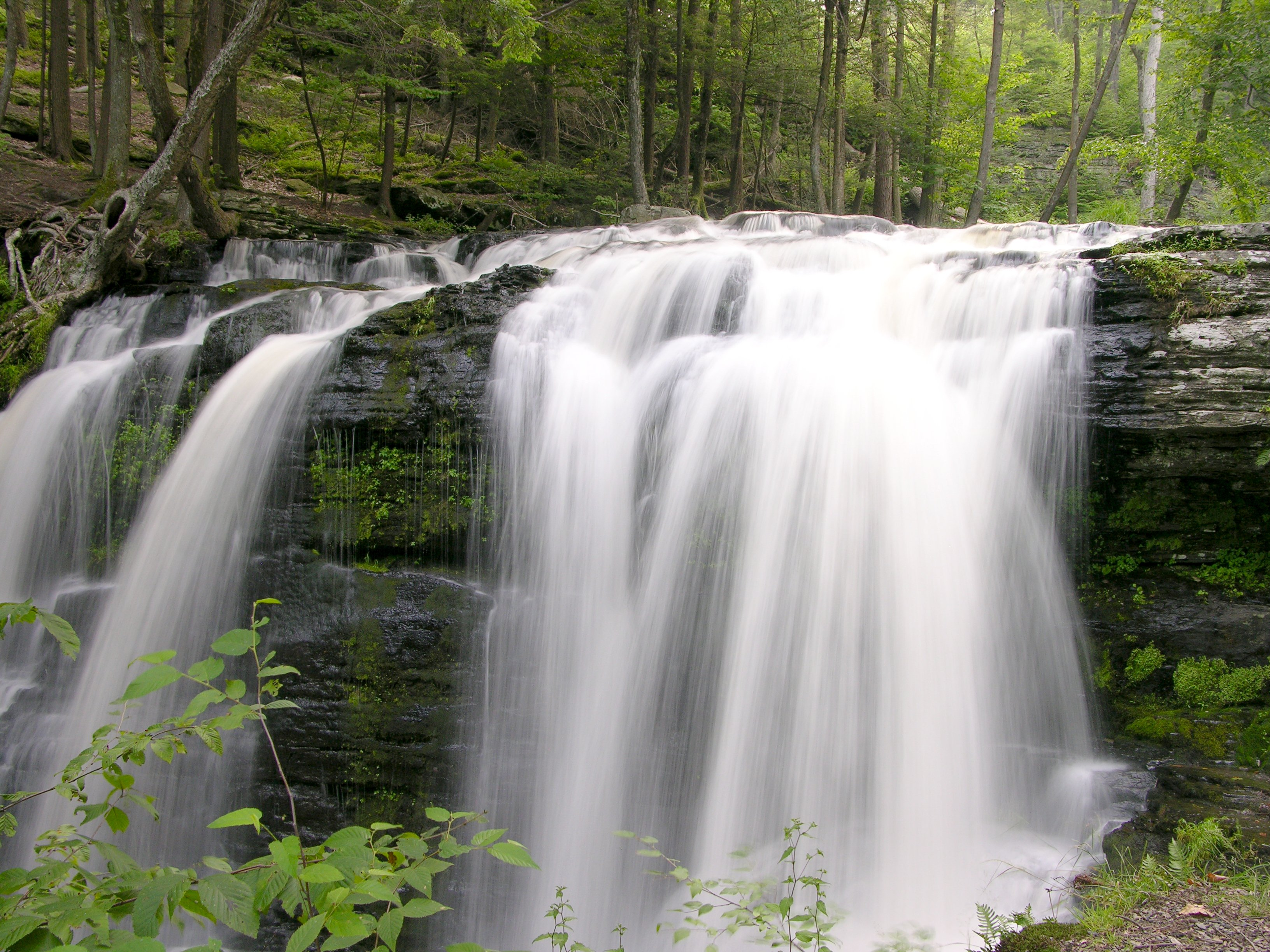
بالای آبشار فولمر ( منظر 2 )